# Boeing 737
Boeing 737 — семейство узкофюзеляжных ближне-среднемагистральных пассажирских самолётов и транспортных самолётов. Самолёт производится корпорацией Boeing с 1967 года.
Boeing 737 стал самым массовым пассажирским самолётом за всю историю пассажирского авиастроения, 13 марта 2018 года был поставлен десятитысячный самолёт, а более 4500 заказов ещё ожидают исполнения.  Boeing 737 эксплуатируется настолько широко, что в любой момент времени в воздухе находится в среднем 1200 самолётов и каждые 5 секунд в мире взлетает и садится один 737-й.

## История самолёта

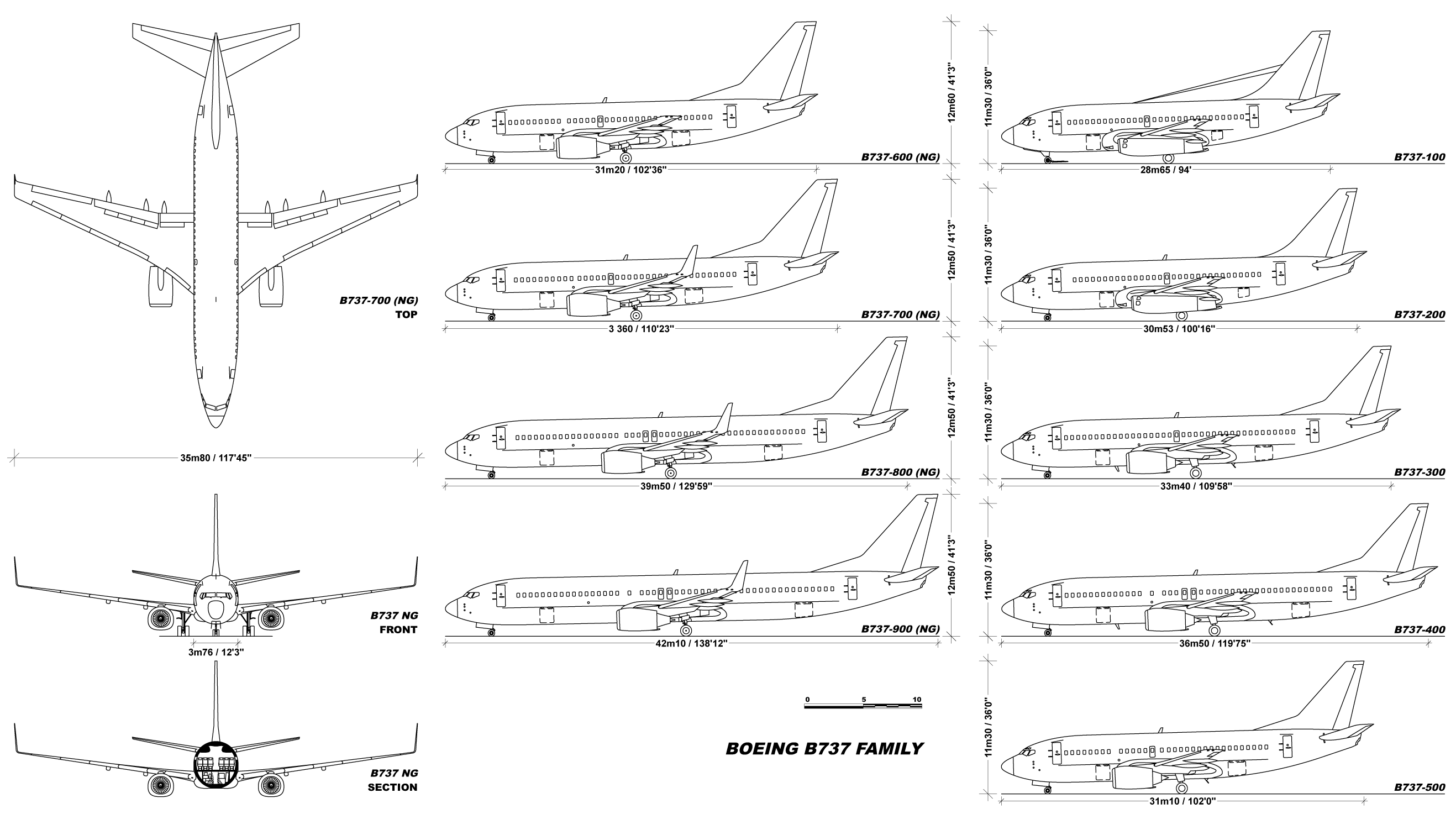
Семейство Boeing 737 в трёх проекциях

### Разработка - поколение Original
Boeing 737 был разработан для рынка пассажирских самолётов сравнительно малой вместимости и малой дальности, где основную роль играли BAC 1-11 и DC-9. В этой гонке Boeing первоначально сильно отставал от конкурентов: в 1964 году, когда была начата разработка самолёта, его конкуренты уже проходили лётную сертификацию. Отдел продаж и маркетинга компании Boeing прогнозировал спрос на новый самолёт в 600 единиц. 
Чтобы ускорить процесс разработки, были заимствованы технологии, применяемые на Boeing 707 и 727 (наиболее заметно сходство фюзеляжа Boeing 737 с фюзеляжами этих самолётов), однако на статических испытаниях с 95-процентной нагрузкой одно из устройств механизации крыла повредилось, выявив недостаток этой конструкции. После перепроектировки появилось новое, более совершенное крыло, позволившее использовать самолёт на коротких ВПП и увеличившее высоту полёта на крейсерской скорости. Как следствие, повысилась и топливная эффективность. 
В целом разработка самолёта обошлась сравнительно недорого и была проведена очень быстро. Кресла в салоне размещались по 6 в ряд, что обеспечило большую вместительность, чем у конкурентов, имевших пять кресел в каждом ряду. Уже в феврале 1965 года было объявлено о завершении этапа концептуальной разработки конструкции нового авиалайнера. 
В процессе разработки Boeing 737 «подрос» от изначально планируемого 60-местного лайнера до самолёта с пассажировместимостью до 103 мест. При этом сохранились и «фамильные» черты в виде 60%-ной общности конструкции с Boeing 727. В конструкции Boeing 737 использовались унаследованные от Boeing 727 элероны с приводом от двойной гидросистемы, руль направления и руль высоты, предкрылок и щитки Крюгера. От Boeing 707 была взята двойная электрическая система установки угла стабилизатора с ручным резервированием. Увеличение пассажироёмкости лайнера с изначальных 60 мест произошло под влиянием авиакомпании Люфтганза, ставшей первым заказчиком нового самолёта.

### Начало продаж
19 февраля 1965 года Люфтганза выдала заказ на 22 Boeing 737-100. О начале серийного производства нового лайнера было объявлено 22 февраля 1965 года. А 15 апреля авиакомпания Юнайтед Эйрлайнз разместила свой заказ на 40 самолётов Boeing 737-200. Торжественная церемония окончания сборки первого самолёта состоялась 17 января 1967 года.
Картину успешного продвижения Boeing 737 портил один вопрос «политического» характера, поднимавшийся профсоюзами пилотов и другими организациями, настаивавшими на том, что такой самолёт должен управляться экипажем из трёх пилотов или двух пилотов и бортинженера. Такая постановка вопроса была, конечно, невыгодна авиакомпаниям, но, кроме того, мало применима для самого самолёта Boeing 737, ведь его пилотажная кабина изначально проектировалась под экипаж из двух человек, а для дополнительного члена экипажа в кабине имелось лишь откидное кресло. Осенью 1965 года полноразмерный макет кабины пилотов Boeing 737 был показан представителям ассоциации пилотов авиалиний (ALPA, Air Lines Pilots Association) и Федерального управления гражданской авиации (Federal Aviation Administration, FAA). Конечно, специалисты FAA не могли принять никакого решения, касающегося сертификации, на основе только простого макета, лишённого каких-либо рабочих функций. Зато пилоты United Airlines очень быстро дали знать о своём несогласии с показанной макетом концепцией двучленного экипажа. Спустя год, для испытания распределения рабочей нагрузки на экипаж, был использован уже динамический макет кабины. И снова группа пилотов United Airlines приняла решение в пользу экипажа из трёх пилотов.
В ноябре 1966 года прошло собрание руководителей ALPA, посвящённое принятию резолюции, требующей управления самолётом Boeing 737 в любых условиях экипажем только из трёх пилотов. За месяц до этого в Boeing начались ежегодные переговоры с United Airlines относительно закупок самолёта, и вопрос с количеством членов экипажа 737 вскоре стал главным. Однако, в это же время Boeing получила от федерального управления гражданской авиации письменное уведомление о том, что FAA предварительно разрешает эксплуатацию самолёта экипажем из двух человек, с принятием окончательного решения по результатам программы лётных испытаний. Очевидно, что до завершения этих споров ситуация, складывавшаяся вокруг Boeing 737, отпугивала многих потенциальных заказчиков. Зато это в особенности помогло компании Douglas поднять продажи своих стандартных и удлинённых вариантов DC-9 нескольким небольшим американским региональным авиакомпаниям.

### Начало эксплуатации

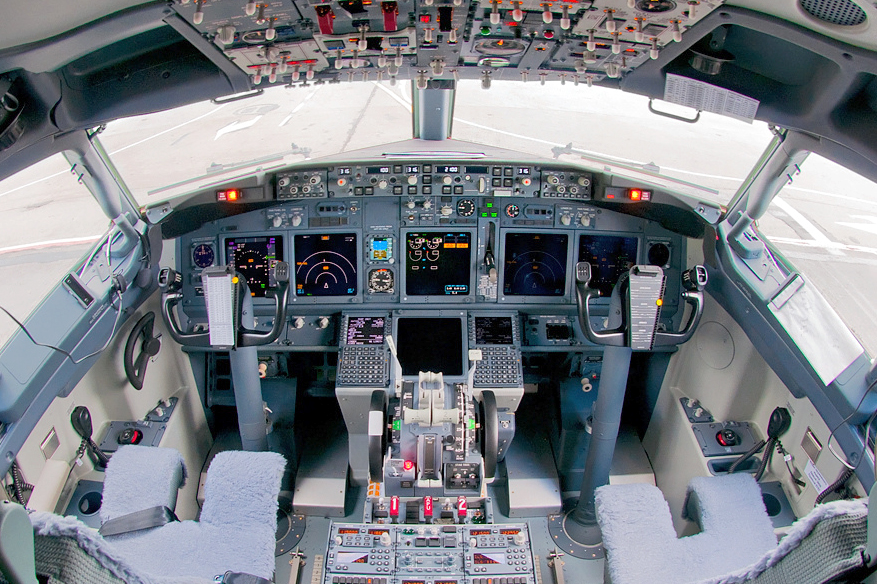
Кабина Boeing

В январе 1967 года первый прототип самолёта Boeing 737, получивший регистровый номер N73700, был подготовлен к первому полёту и последующей программе лётных испытаний и сертификации. 8 апреля 1967 года, спустя год после получения первой сотни заказов на новый лайнер, состоялось первое пробное руление самолёта. 9 апреля в 13:15 на аэродроме Boeing Field состоялся первый полёт самолёта Boeing 737-100 с бортовым номером N73700. Командиром первого экипажа был Брайан Вайгл, помощник директора по лётной эксплуатации. Вторым пилотом стал С. Л. «Лью» Вэллик младший, старший лётчик-испытатель компании Boeing. Первый полёт продлился два с половиной часа. 8 августа поднялся в небо первый Boeing 737-200, предназначавшийся авиакомпании United Airlines, однако, как и первые пять построенных самолётов, до передачи заказчику он сразу же присоединился к программе лётных испытаний и сертификации. Вместе с первым N73700 они налетали более 1300 часов лётных испытаний, включая, впервые в сертификационной программе, выполнение заходов на посадку в метеоусловиях, соответствующих 2-й категории ИКАО (CAT II). Следующий построенный самолёт вообще был принесён в жертву программе испытаний. Самолёт № 3 никогда не поднимался в небо, а предназначался для испытаний на вибрационную устойчивость и разрушающие перегрузки, в результате которых доказал прочность конструкции Boeing 737 и точность инженерных расчётов. В 1967 году количество заказанных самолётов достигло 141 единицы.
В декабре 1967 года оба типа Boeing 737-100 и -200 одновременно получили сертификаты типа и были готовы для эксплуатации в авиакомпаниях. Первые построенные самолёты, участвовавшие в программе испытаний, были, наконец, переданы своим новым владельцам для переучивания и подготовки экипажей. Огромный объём проведённой программы испытаний можно оценить по количеству изменений, внесённых в конструкцию самолёта на основе полученных данных. Например, изначально Boeing 737 оснащался механизмом реверса тяги со створками (как на Boeing 727). Однако, в процессе испытаний такой механизм в конфигурации Boeing 737 оказался малоэффективным, и для его замены был разработан и испытан другой тип дефлектора. На первых построенных самолётах старый тип реверса заменили на новый, ставший с тех пор стандартным. Кроме того, для закрытия ниши основных стоек шасси после их уборки или выпуска изначально предполагалось использовать специальные надувные створки, накачиваемые для закрытия ниши давлением от пневмосистемы. После испытаний на прототипе от таких створок отказались. Более серьёзной проблемой, выявленной в ходе испытаний, оказалось повышенное лобовое сопротивление, превышавшее расчётные значения особенно сильно на крейсерском режиме полёта. Фактически, сопротивление оказалось на 5 % выше ожидаемого, что приводило к потере скорости полёта в 55 км/ч. К счастью, значение подъёмной силы тоже оказалось превосходящим расчётное, а наличие более мощных двигателей JT8D-9 с ограниченной тягой позволило даже увеличить эксплуатационную массу самолёта. Благодаря этому удалось достичь всех заявленных характеристик самолёта. Однако для долгосрочного решения проблемы была начата серия испытаний в аэродинамической трубе. Спустя десять месяцев эти испытания привели к аэродинамическим изменениям в конструкции уже серийных самолётов, а для модернизации уже выпущенных за этот период и эксплуатируемых машин предназначались специальные комплекты для доработки.
Boeing 737-100 был введён в эксплуатацию в западногерманской авиакомпании Люфтганза в феврале 1968 года.
После передачи первого серийного самолёта заказчику работа над прототипом N73700 переключилась на разработку изменений конструкции, которые позволили бы эксплуатировать Boeing 737 на взлётно-посадочных полосах (ВПП), не имеющих прочного искусственного покрытия. Изменения коснулись механизации крыла, была улучшена тормозная система и установлены пневматики шин с низким давлением. Кроме того, для защиты нижней части фюзеляжа и воздухозаборников двигателей от повреждения камнями и прочими посторонними предметами были установлены специальные дефлекторы. Сертификация использования самолёта на гравийных ВПП была намечена FAA на февраль 1969 года. В апреле и мае прототип N73700 успешно продемонстрировал представителям авиакомпаний и правительственного агентства свои способности по работе с ВПП без жёсткого покрытия. В таких возможностях самолёта были, в особенности, заинтересованы такие авиакомпании, как Wien Consolidated, Nordair и Pacific Western. Эти перевозчики уже планировали использовать свои Boeing 737 для полётов в небольшие отдалённые населённые пункты своих обширных маршрутных сетей Аляски и северной Канады, где зачастую инфраструктура аэропортов была минимальной, а ВПП не имели прочного покрытия. Способность Boeing 737 выполнять рейсы в далёкие малонаселённые районы стала одним из его неоспоримых преимуществ.

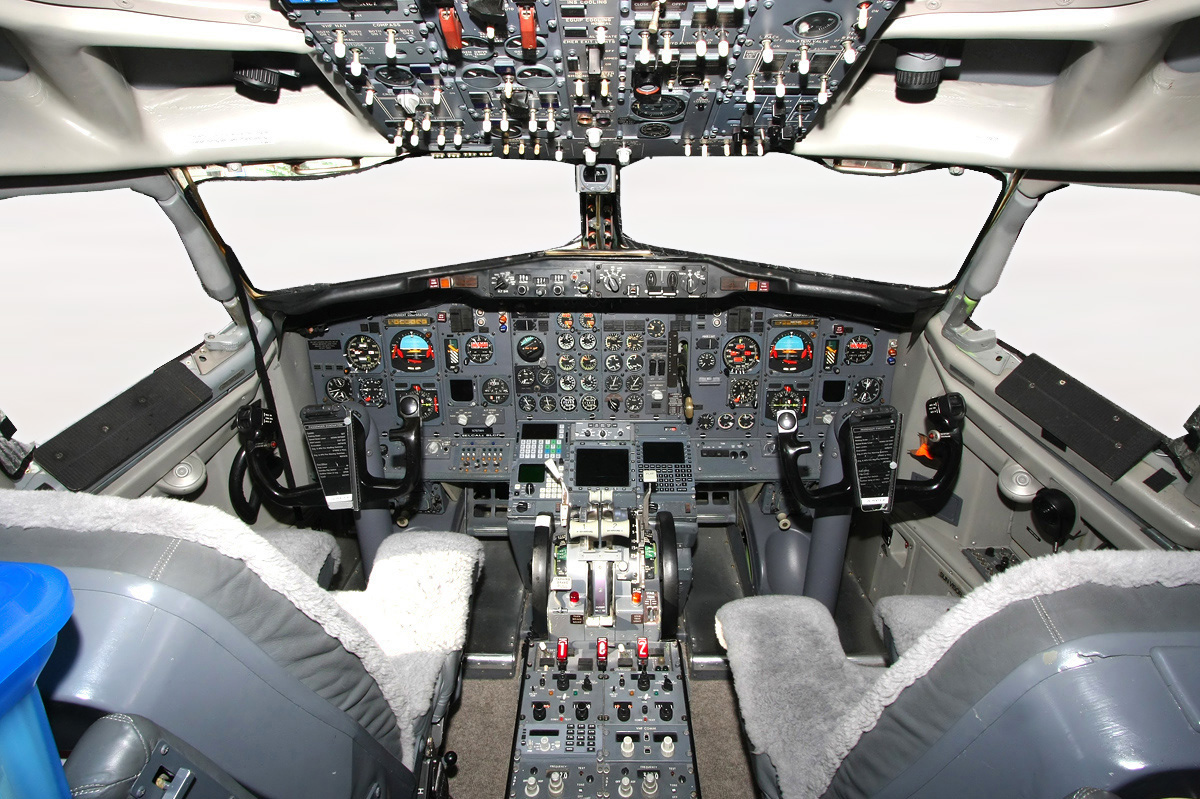
Кабина Boeing

Изначально окончательная сборка Boeing 737 осуществлялась на новом заводе в Boeing Field, неподалёку от Сиэтла. Крыло и фюзеляж самолёта производились на уже существовавшем заводе № 2 (Plant 2). Хвостовая часть собиралась на заводе Boeing в Вичита. Бо́льшая часть производства других частей конструкции Boeing 737, например шасси и почти всех элементов интерьера салона, была передана сторонним подрядчикам. В 1967 году завод в Вичита стал ответственным за сборку фюзеляжей для всех моделей 737. После сборки готовые фюзеляжи по железной дороге перевозились уже на сборочную линию (такую практику продолжают по сей день). В 1970 году, после крупной реорганизации в компании по причине финансовых проблем, вся деятельность по окончательной сборке самолётов была переведена немного южнее — на завод «Boeing» в Рентоне. К этому времени были построены уже 271 Boeing 737.
Модификации -100 и -200 узнаваемы благодаря сигарообразной гондоле двигателя, почти полностью встроенной в крыло от его передней до задней кромки. Также эти модели легко узнать по плавному изгибу передней кромки киля, сочленяющейся с фюзеляжем. На первых моделях Boeing 737 использовались двигатели Pratt and Whitney JT8D с малой степенью двухконтурности.
Boeing 737-200 с удлинённым фюзеляжем стал гораздо более популярным и производился до 1988 года. Первым заказчиком этой модификации стала американская авиакомпания «United Airlines». После выпуска 135 самолётов Boeing разработал принципиально новый, более эффективный механизм реверса, но такое усовершенствование обошлось Boeing в 24 млн долл. Впоследствии семейство получило название 737 Original.

### Разработка - поколение Classic
В начале 1980-х Boeing 737 подвергся первому серьёзному перепроектированию. Самым большим изменением стало использование двигателей CFM International CFM56 вместо JT8D. CFM56 — турбовентиляторный двигатель с высокой степенью двухконтурности. Он значительно больше в диаметре, поэтому был подвешен под крылом на пилонах, а от принципа встроенного двигателя отказались. Но маленький клиренс самолёта (черта, заимствованная у Boeing 707) в этом случае создавал проблему, поэтому было решено агрегаты, расположенные обычно снизу двигателя, разместить по бокам от секции компрессора. С этим связана необычная «расплющенность» гондолы. В то же время, кабина 737 была усовершенствована до уровня Boeing 757 и 767. Первая модель самолётов нового семейства Classic — 737-300 была введена в эксплуатацию в 1984 году. В дальнейшем это поколение пополнилось самолётами 737-400 и 737-500.

### Разработка - поколение Next Generation
К 1990-м годам Boeing 737 уступил технологическое превосходство А320. В 1993 году была запущена программа 737-X, или NG (Next Generation — новое поколение).
Семейство 737 NG включает в себя серии 737-600, -700, -800 и -900, заметно отличающиеся от первых самолётов семейства 737 Original. 737 NG — это полностью новые серии, имеющие, за исключением конструкции фюзеляжа, мало общего с первыми моделями Boeing 737 Original. Главными изменениями стали новое крыло, новая авионика, усовершенствованные двигатели. На NG была установлена так называемая «стеклянная кабина», оснащённая дисплеями на электронно-лучевых трубках, а позже — на жидких кристаллах вместо привычных «будильников» — циферблатных аналоговых приборов и цифровыми системами. Бо́льшая часть этих систем была заимствована уже у Boeing 777, так же, как и дизайн кабины и пассажирского салона. Общее количество деталей самолёта сократилось на треть, что уменьшило его массу, повысило технологичность и улучшило управляемость. К дополнительным преобразованиям относятся также опциональные вертикальные законцовки крыльев — винглеты (winglets), существенно сокращающие расход топлива и улучшающие взлётно-посадочные характеристики. Появилась возможность установки винглетов и на самолёты, изначально ими не оснащённые (в том числе ранних серий).
С 2001 года путём удлинения фюзеляжа был создан самолёт Boeing 737-900, который на самом деле вмещает пассажиров больше, чем Boeing 707 и выступает в одном классе с Boeing 757. За одну неделю заказов на 737-900 поступило больше, чем на все семейство 757 за весь 2004 год. В 2005 году Boeing 737 утратил одну из своих главных отличительных черт — дополнительные «надбровные» окна, расположенные поверх основного лобового окна, в кабине пилотов. В 1960-х годах такие стекла являлись требованием Федерального управления гражданской авиации США при лётной сертификации по улучшению обзора при больших углах крена. Однако сегодня это не требуется, и Boeing предлагает заказчикам самолётов эту опцию на выбор.
В июле 2005 года Boeing объявил о начале работ по созданию варианта 737-900ER (Extended range — увеличенная дальность), ранее известного под обозначением 737-900X. 737-900ER по размерам аналогичен 737-900, но на нём установлена дополнительная пара дверей. Пассажировместимость увеличена до 215 (на 26 больше, чем у 737-800). Первый самолёт планировалось поставить в первой половине 2007 года. Первый оператор — Lion Air с заказом на 30 самолётов.
Также, было объявлено о работах над самолётом 737-700ER. По размерам он опять же схож со своим прототипом, но на нём установлены дополнительные топливные баки и увеличен максимальный взлётный вес. Первый заказчик — японская All Nippon Airways.
Boeing намекал, что следующим большим проектом после Boeing 787 будет самолёт для замены всего семейства 737, хотя не совсем ясно, будет ли разработана новая конструкция в течение ближайших 7—10 лет. Тем не менее, такой самолёт сегодня обозначается как 737RS. (Семейство 737 продолжается новым поколением!?)
13 февраля 2006 года Boeing поставил 5000-й самолёт — Boeing 737-700. Он стал 447-м самолётом этого семейства в составе флота Southwest Airlines.
16 апреля 2014 года был поставлен 8000-й самолёт семейства 737. Им стал Boeing 737-900ER авиакомпании United Airlines.

## Поколения самолётов семейства Boeing 737
Все семейство самолётов Boeing 737 разделено на 4 поколения:
- 737 Original: 737-100, -200 (производились с 1967 по 1988 год).
- 737 Classic: 737-300, -400, -500 (производились с 1983 по 2000 год).
- 737 Next Generation: 737-600, -700, -700ER, -800, -900, -900ER, BBJ, BBJ2 (производятся с 1997 года).
- 737 MAX: 737 МАХ 7, МАХ 8, МАХ 9, MAX 10  (первый полёт выполнен в 2016 году).

Подавляющее большинство эксплуатируемых самолётов Boeing 737 — коммерческие самолёты поколений Classic и Next Generation.
Авиалинии обозначают самолёты следующим образом: Boeing 737-200 — B732, Boeing 737-600 — B736, Boeing 737-700 — B73G, Boeing 737-800 — B73H. Самолёты, оснащённые вертикальными законцовками (winglets), обозначаются как 737W или 739W. По большей части обозначения модификаций самолёта символизируют длину фюзеляжа, хотя обозначений всего 9, а вариантов фюзеляжа — 6. Они распределяются так (по возрастанию длины): 1) -100; 2) -200, -500, -600; 3) -300, -700; 4) -400; 5) -800; 6) -900.

### Поколение 737 Original(-100/-200)

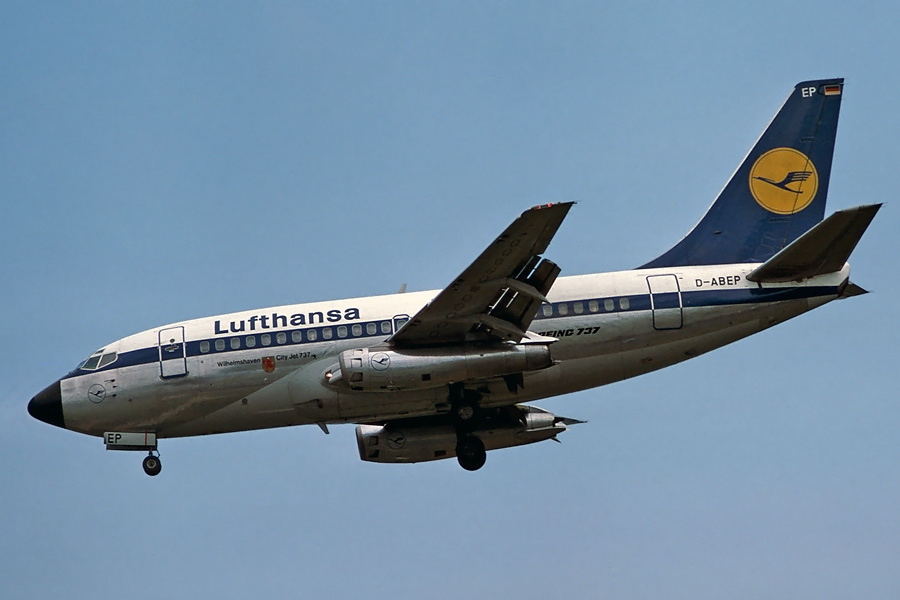
Lufthansa

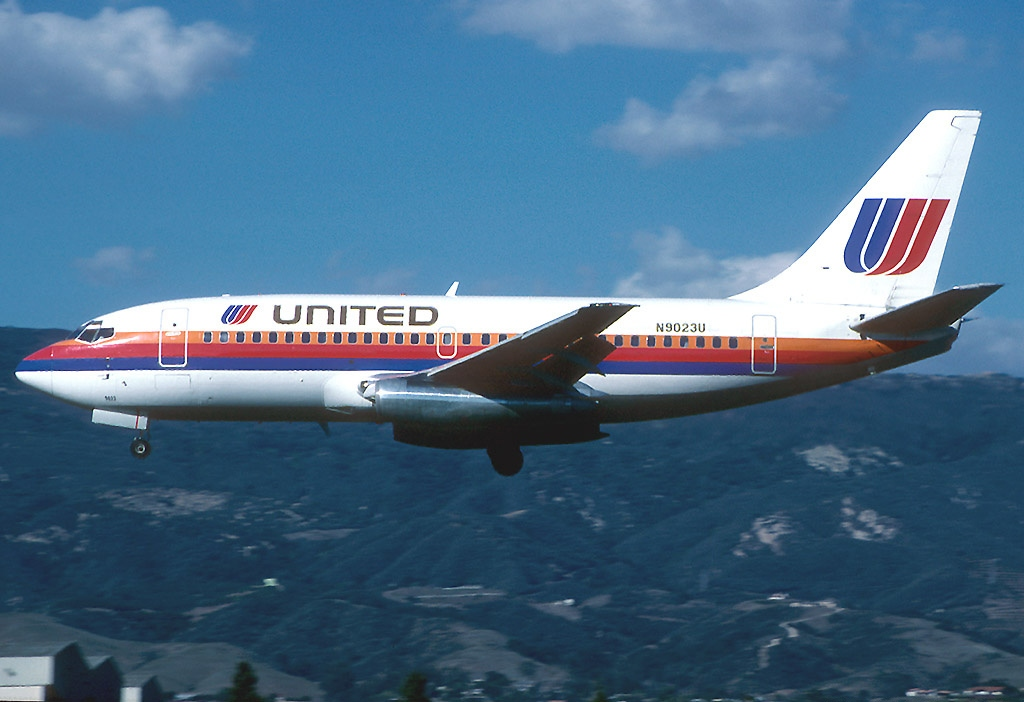
United Airlines

Самолёты поколения 737 Original быстро потеряли свою популярность из-за топливной неэффективности, высокой шумности (несмотря на установку на двигатели шумоглушащих устройств) и дорогостоящего обслуживания. Boeing 737-100 больше не эксплуатируется. Большинство самолётов 737-200 эксплуатируются авиакомпаниями развивающихся стран (в основном африканских). Кабина самолётов 737 Original спроектирована для двух пилотов — значительное изменение по сравнению с Boeing 727, где требуется бортинженер. Кабина, рассчитанная на двух членов экипажа, в дальнейшем стала стандартом для пассажирских самолётов.

#### 737-100
Boeing 737-100 является первой моделью семейства Boeing 737. Всего было поставлено 30 самолётов в 1968-69 годах. К 2007 году не осталось ни одного самолёта этой модели в состоянии лётной годности.

#### 737-200
Boeing 737-200 является удлинённым специально для американского рынка вариантом модели 737-100. Первым заказчиком стала американская авиакомпания United Airlines. Модификация 737-200С позволяет переделать самолёт из пассажирского в грузопассажирский или грузовой. 737-200QC является модификацией самолёта 737-200C, позволяющей быстро изменять компоновку салона.
Модель 737-200 в 1971 году была модернизирована до 737-200 Advanced (усовершенствованный), которая стала стандартной. Этот вариант также мог быть выполнен в модификациях -200С и -200QC. Кроме этого, существовали варианты 737-200 Executive Jet и 737-200HGW (High Gross Weight).
Всего с 1967 по 1988 год было выпущено 1114 самолётов серии 737-200 всех модификаций.

### Поколение 737 Classic

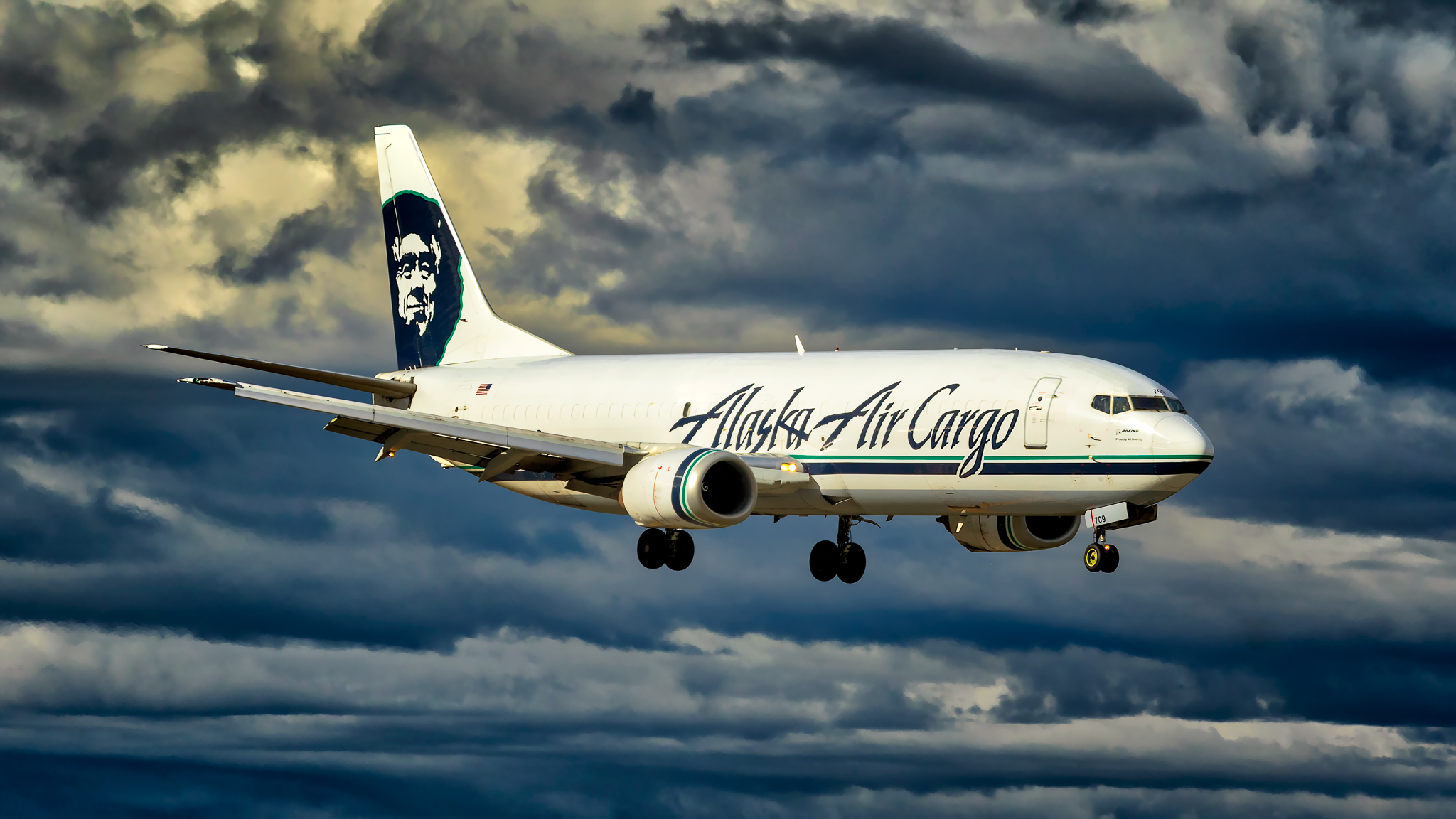
737—400 Alaska Airlines Cargo

### Поколение 737 Classic(-300/-400/-500)
Самолёты серий 737-100 и -200 со временем все более устаревали и утрачивали рентабельность и проигрывали конкурентную борьбу самолётам семейства DC-9, хотя двигатели и авионика на них были усовершенствованы.
В 1979 году «Boeing» начал исследования по проектированию нового самолёта на 150 мест, взяв за основу 737-200 Advanced. В 1980 году самолёт получил обозначение 737-300. В это же время велись работы по созданию новых самолётов Boeing 757 и Boeing 767, с которыми новый 737-300 получил значительную унификацию авионики.
Boeing 737-300 унаследовал от самолётов серии -200 элементы планера, систему управления полётом, систему кондиционирования и т. д., но в целом это совершенно другой самолёт. -300 получил цифровую авионику, принципиально другой двигатель и новый салон. Изменения аэродинамики привели к появлению форкиля, что стало заметным отличием данной модели и последующих от «оригинальных».

### Поколение 737 Next Generation(-600/-700/-800/-900)

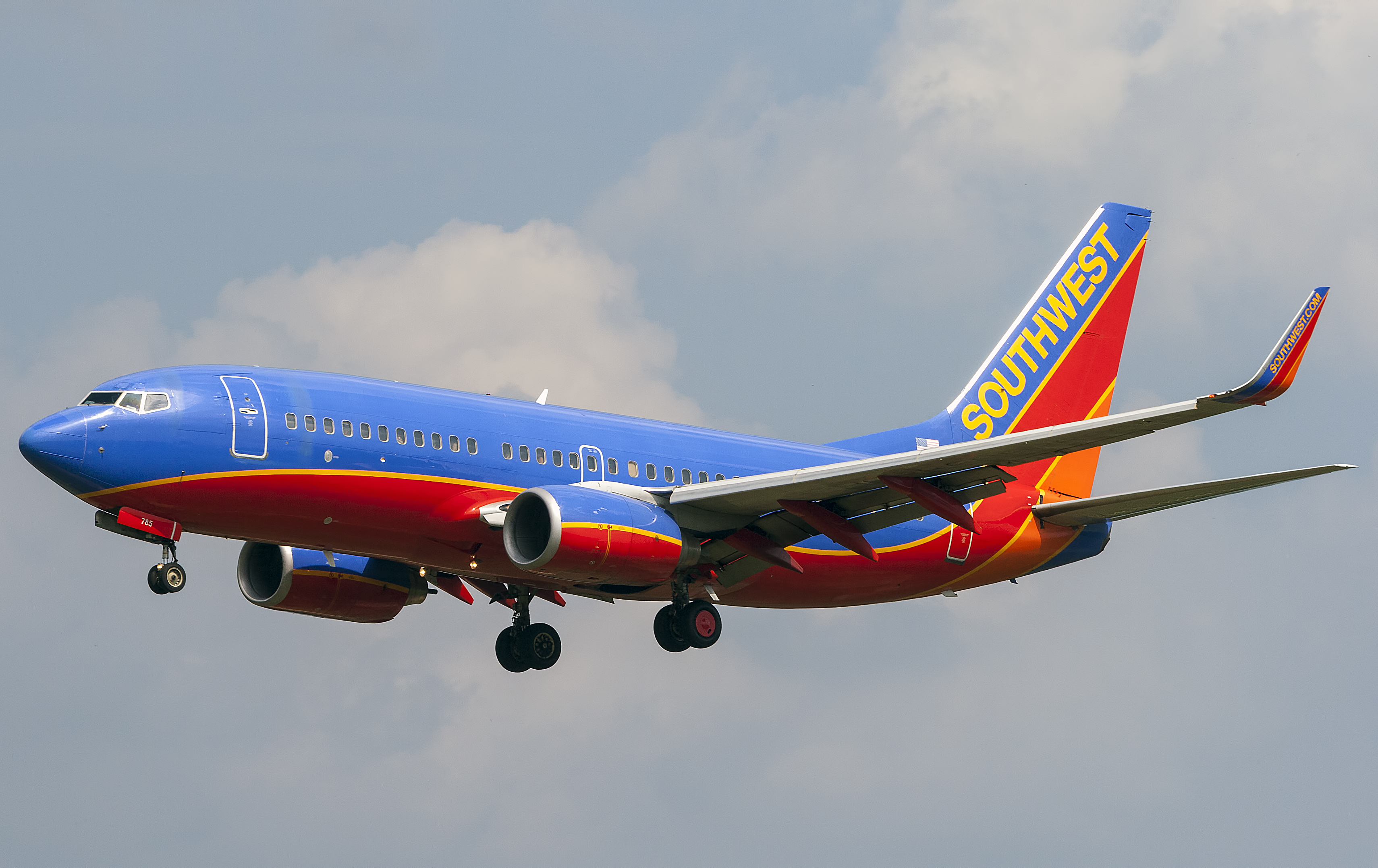
Southwest Airlines

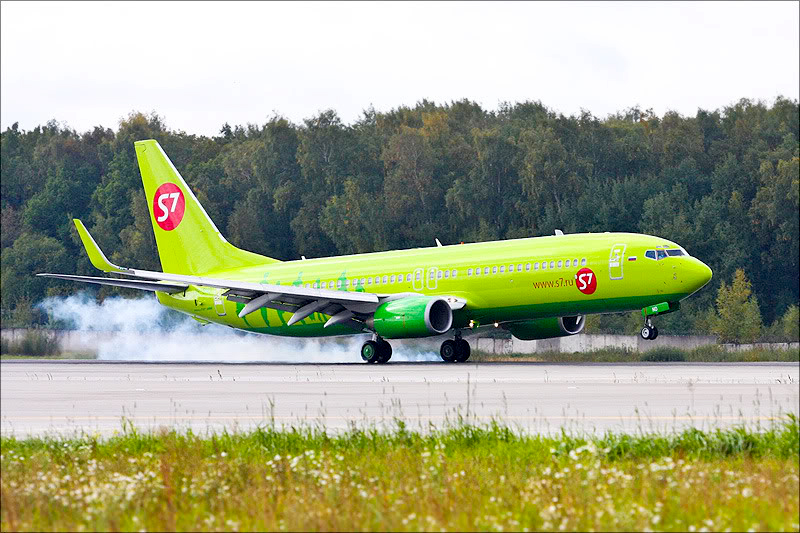
S7 Airlines

Поколение Next Generation явилась ответом Boeing на конкуренцию со стороны более высокотехнологичного Airbus A320. На самолётах NG установлены цифровые кокпиты, полностью новое крыло (удлинённое на 5,5 метров) и хвостовое оперение, а также усовершенствованные двигатели. Пассажирский салон самолётов этой серии разработан на основе салонов «757» и «767». Даже при разработке самолёта Boeing 777 использовался стиль салона 737NG. В целом, самолёты поколения 737 Next Generation представляют собой рестайлинговую версию самолётов поколения 737 Classic. Большинство систем схематически и функционально почти не изменились, однако агрегатов стало на треть меньше, и большая их часть была переработана, или переделана (имеет другие номера партий). Так как все поколение проектировалось одновременно, цифры в названии самолётов упорядочены в порядке возрастания длины фюзеляжа.

### Семейство 737 MAX(-7/-8/-9/-10)

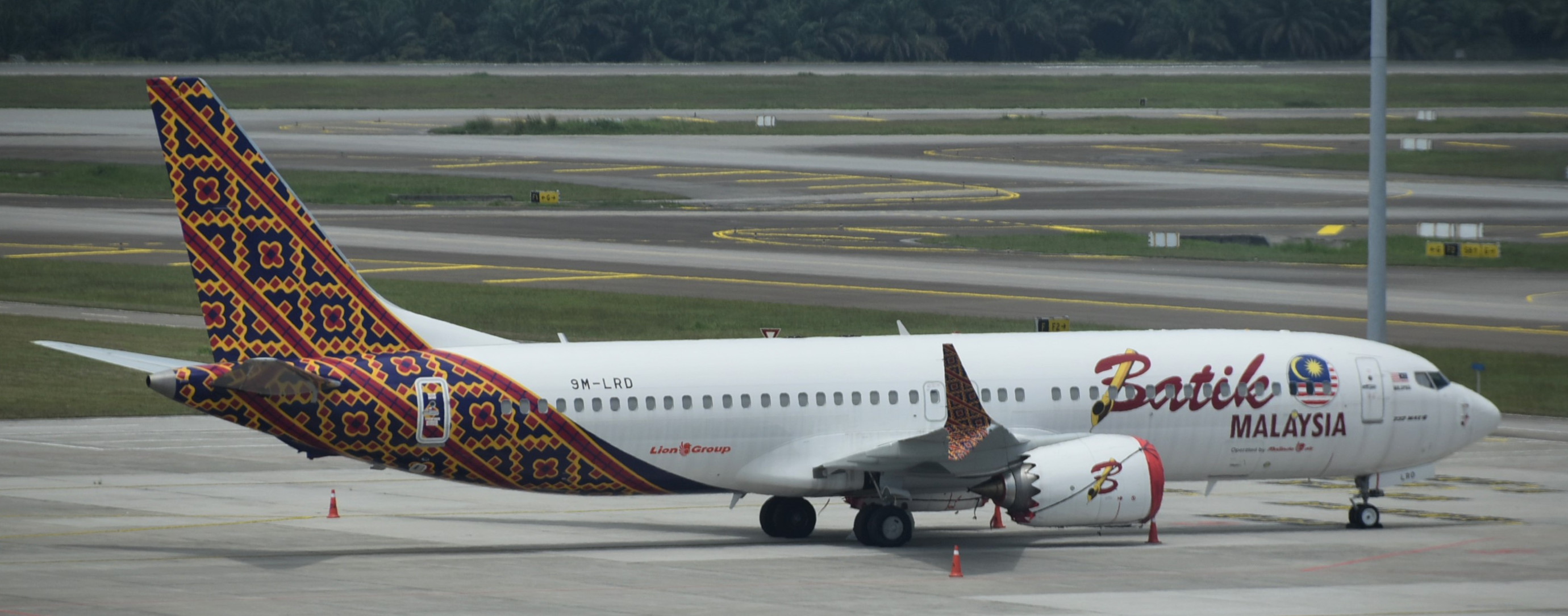
Batik Air

Boeing 737 MAX — новое семейство самолётов, разрабатываемое компанией Boeing для замены семейства Boeing 737 Next Generation. Первый полёт модели Boeing 737 MAX 8 состоялся 29 января 2016 года.
После катастрофы 10 марта 2019 года, когда в Эфиопии разбился самолёт модели Boeing 737 MAX 8 и погибло 157 человек, в ряде стран мира были приняты решения о приостановке эксплуатации самолётов этой модели. Последней страной, которая отказалась от борта, стали США. 14 марта 2019 года в небе не осталось ни одного Boeing 737 MAX 8.
18 ноября 2020 года было принято решение, согласно которому самолёты могут вернуться к коммерческой эксплуатации. Однако на июль 2021 Росавиация так и не дала разрешение на эксплуатацию этих моделей, а авиакомпании (в частности «Победа») все чаще отказываются от закупки самолётов семейства 737 MAX.

### Военные варианты
Существует несколько типов военных самолётов, которые созданы на базе гражданских Boeing 737 для специальных целей.
- Т-43 — Boeing 737-200, используемый для подготовки штурманов в ВВС США. Некоторые из этих самолётов были переоборудованы в СТ-43 для перевозки людей.
- SLAMMR — самолёт морской разведки, либо транспортный самолёт, оснащённый многофункциональным бортовым радаром. 3 таких самолёта были проданы ВВС Индонезии.
- C-40 Clipper — разработанная на основе 737-700С замена для C-9 Skytrain II. С-40В и С-40С используется ВВС США для перевозки высокопоставленных военных чинов.
- Boeing 737 AEW&C (Project Wedgetail) — самолёт дальнего радиолокационного дозора на основе Boeing 737-700IGW. Первым заказчиком самолёта были ВВС Австралии. Кроме того, ожидаются заказы от Турции, Южной Кореи и Италии.
- P-8 — многофункциональный самолёт для авиации ВМС, разработанный на основе 737-800ERX, призванный заменить уже устаревший легендарный противолодочный самолёт времён холодной войны P-3 Orion. Ожидается не менее 100 заказов, в первую очередь от ВМС США. Возможны заказы от стран НАТО. Самолёт уникален тем, что его крылья венчают загнутые как у Boeing 767-400 внутрь законцовки крыла, а не вертикальные, как у Boeing 737-800.

## Лётно-технические характеристики
|                                       | 737-100              | 737-200                     | 737-300          | 737-400             | 737-500              | 737-600                          | 737-700                                                | 737-800                          | 737-900                          | 737-900ER                        |
| ------------------------------------- | -------------------- | --------------------------- | ---------------- | ------------------- | -------------------- | -------------------------------- | ------------------------------------------------------ | -------------------------------- | -------------------------------- | -------------------------------- |
| Длина, м                              | 28,63                | 30,53                       | 33,25            | 36,40               | 31,01                | 31,24                            | 33,63                                                  | 39,47                            | 42,11                            | 42,11                            |
| Размах крыла, м                       | 28,35                | 28,35                       | 28,88            | 28,88               | 28,88                | 34,32                            | 34,32                                                  | 34,32                            | 34,32                            | 34,32                            |
| Высота, м                             | 11,23                | 11,23                       | 11,07            | 11,07               | 11,07                | 12,67                            | 12,67                                                  | 12,62                            | 12,62                            | 12,62                            |
| Ширина фюзеляжа, м                    | 3,76                 | 3,76                        | 3,76             | 3,76                | 3,76                 | 3,76                             | 3,76                                                   | 3,76                             | 3,76                             | 3,76                             |
| Ширина салона, м                      | 3,54                 | 3,54                        | 3,54             | 3,54                | 3,54                 | 3,54                             | 3,54                                                   | 3,54                             | 3,54                             | 3,54                             |
| Высота салона, м                      | 2,19                 | 2,11                        | 2,20             | 2,20                | 2,20                 | 2,20                             | 2,20                                                   | 2,20                             | 2,20                             | 2,20                             |
| Максимальное число мест               | 103                  | 133                         | 149              | 168                 | 132                  | 130                              | 149                                                    | 189                              | 189                              | 215                              |
| Крейсерская скорость, км/ч            | 817                  | 817                         | 807              | 807                 | 807                  | 852                              | 852                                                    | 852                              | 852                              | 852                              |
| Максимальная скорость в полёте, узлов | 350                  | 350                         | 350              | 350                 | 350                  | 330                              | 330                                                    | 330                              | 330                              | 330                              |
| Дальность полёта, км                  | 2592                 | 3518                        | 4176             | 3815                | 4398                 | 5648                             | 6230                                                   | 5765                             | 5800                             | 5925                             |
| Перегоночная дальность, км            | 3148                 | 4444                        | 6670             | 5000                | 5200                 | 5648                             | 6230                                                   | 5765                             | 5800                             | 5925                             |
| Потолок, м                            | 10 670               | 10 670                      | 10 700           | 11 300              | 11 300               | 12 500                           | 12 500                                                 | 12 500                           | 12 500                           | 12 500                           |
| Длина разбега, м                      | 1290                 | 2058                        | 2012             | 2356                | 1860                 | 1799                             | 1677                                                   | 2241                             | 2408                             | 2450                             |
| Длина пробега, м                      | 1180                 | 1350                        | 1400             | 1540                | 1360                 | 1340                             | 1430                                                   | 1630                             | 1700                             | 1750                             |
| Максимальная взлётная масса, кг       | 43 998               | 45 359                      | 56 472           | 62 823              | 52 390               | 56 245                           | 70 080                                                 | 79 015                           | 79 000                           | 85 200                           |
| Масса пустого снаряжённого, кг        | 26 581               | 27 170                      | 31 479           | 33 189              | 31 311               | 36 378                           | 37 648                                                 | 41 413                           | 42 901                           | 44 677                           |
| Запас топлива, л                      | 13 399               | 13 096                      | 20 102           | 20 102              | 20 102               | 26 022                           | 26 022                                                 | 26 022                           | 26 022                           | 26 025                           |
| Запас топлива, кг                     | 10 758               | 10 515                      | 16 141           | 16 141              | 16 141               | 20 894                           | 20 894                                                 | 20 894                           | 20 894                           | 20 894                           |
| Удельный расход топлива, г/пасс.-км   | -                    | -                           | 25,5             | 20,9                | 25,5                 | -                                | -                                                      | -                                | -                                | -                                |
| Двигатели                             | P & W JT8D-7         | P & W JT8D-9/9A             | CFM56-3B1        | CFM56-3B2           | CFM56-3B1            | CFM56-7B18 CFM56-7B20 CFM56-7B22 | CFM56-7B20 CFM56-7B22 CFM56-7B24 CFM56-7B26 CFM56-7B27 | CFM56-7B24 CFM56-7B26 CFM56-7B27 | CFM56-7B24 CFM56-7B26 CFM56-7B27 | CFM56-7B24 CFM56-7B26 CFM56-7B27 |
| Тяга, тс                              | 2 × 5,7              | 2 × 6,6                     | 2 × 9,1          | 2 × 10              | 2 × 9,1              | 2 x 8,9 2 × 9,3 2 x 10,3         | 2 x 9,3 2 x 10,3 2 x 11,0 2 x 11,9 2 × 12,4            | 2 x 11,0 2 x 11,9 2 × 12,4       | 2 x 11,0 2 x 11,9 2 × 12,4       | 2 x 11,0 2 x 11,9 2 × 12,4       |
| Первая поставка                       | 10.02.1968 Lufthansa | 28.04.1968 United Air Lines | 28.11.1984 USAir | 15.09.1988 Piedmont | 28.02.1990 Southwest | xx.08.1998 SAS                   | xx.10.1997 Southwest                                   | 24.04.1998 Hapag Lloyd           | 17.05.2001 Alaska Airlines       | 27.04.2007 Lion Air              |

Источник:,.
- На самолёты этих семейств устанавливались и другие двигатели: Pratt & Whitney JT8D-7, -9, -5, -17 и -17R (-200), CFM International CFM56-3С (-300, -400, -500), CFM56-7 (-600, -700, -800, -900, -900ER)
- Стоимость (долларов США): от 51,5 млн до 87 млн в ценах 2008 года[11].

## Аэродинамическая схема
Boeing 737 — двухдвигательный низкоплан с крылом малой стреловидности и однокилевым оперением, с турбовентиляторными двигателями, установленными под крылом. При полной загрузке двигатели находятся на высоте 46 см над покрытием взлётной полосы.

## Оборудование, системы и двигатели

### Система кондиционирования воздуха/пневмосистема
Отбор воздуха производится от двигателей и вспомогательной силовой установки (ВСУ). Воздух используется для кондиционирования салона, охлаждения оборудования, противообледенительной системы двигателей и крыла и запуска двигателей. Система кондиционирования воздуха (СКВ) имеет два канала и также может использовать воздух из салона для рециркуляции.
На самолётах 737-300, -500, -600 и -700 СКВ аналогична 737 Original. На самолётах 737-400, -800 и -900 СКВ сильно отличается от остальных, что вызвано увеличенным объёмом салона. «Длинные» самолёты имеют две температурные зоны салона, более развитую систему контроля температуры.
У двигателей самолётов семейств Classic и Next Generation воздухозаборники имеют некруглую форму. В боковых наплывах расположены агрегаты двигателя. Такое решение было названо «охомячиванием» (англ. hamsterisation).

### Система электроснабжения
Первичной системой электроснабжения является система переменного тока с напряжением 115 V и частотой 400 Гц. На самолётах типов 737 Original и 737 Classic источниками электроэнергии являются два двигательных синхронных генератора переменного тока с приводом постоянных оборотов и генератор ВСУ. Мощность генераторов 40 КВА. Синхронная работа не предусмотрена. Вторичной является система постоянного тока напряжением 28 V, источниками энергии которой служат три выпрямительных устройства и аккумуляторная батарея. Опционно на самолётах 737 Classic на двигателях вместо синхронных генераторов могут устанавливаться генераторы переменных оборотов/постоянной частоты.
На самолётах NG система электроснабжения несколько изменена по сравнению с 737 Classic: изменена система распределения электроэнергии, добавлена аккумуляторная батарея для запуска ВСУ и установлены новые генераторы, комбинированные с приводом постоянных оборотов Integrated Driven Generator (IDG ) мощностью 90 КВА. На панели управления электрикой установлен цифровой индикатор вместо стрелочных указателей.

### Система управления полётом
На самолёте Boeing 737 применена первичная система управления полётом с тросовыми тягами и дублированным бустерным управлением с переходом на безбустерное. Управление производится элеронами, рулями высоты и направления. Руль направления управляется основным или резервным (аварийным) приводами, без возможности ручного управления.
Вторичная система управления полётом представлена предкрылками двух конструкций: Slat — три внешние от пилона секции, и Leading Edge Flap (предкрылки Крюгера) — две внутренние секции. Закрылки — трёхщелевые, двухсекционные. Пять секций спойлеров используются вместе с элеронами и как воздушные тормоза и делятся на полётные спойлеры (англ. flight spoilers), работающие всегда, и наземные (англ. ground spoilers), работающие только по обжатию правой стойки шасси.
Также самолёт имеет переставной стабилизатор.
На самолётах типа NG во вторичной системе применены новые двухщелевые закрылки, добавлено по одной секции предкрылков и спойлеров (в связи с удлинением крыла на 5,5 метров).

### Топливная система
В крыле и центроплане расположены три топливных бака: крыльевые и центральный. Первым вырабатывается центральный, затем — крыльевые. В каждом баке имеется по два топливных насоса. Общая максимальная вместимость баков самолётов семейства 737 Original от 12 700 кг до 15 600 кг, в зависимости от модификации.
На самолётах семейства 737 Classic вместимость баков увеличена до 16 200 кг, а также имеется возможность установить дополнительный топливный бак в заднем багажнике.
На самолётах 737 NG вместимость баков увеличена до 20 800 кг, изменены топливные баки: центральный бак занимает не только центроплан, но и часть крыла от корня до пилона двигателя. Также поменялось расположение насосов и добавлена система удаления воды из баков.
На самолёты BBJ есть возможность устанавливать до девяти дополнительных топливных баков в багажные отсеки, увеличивая их вместимость до 37 712 кг.
Отсутствует система аварийного слива топлива. В случае аварии пилот вынужден кружить, вырабатывая топливо, либо, если нет времени, садиться с превышением максимальной посадочной массы.

### Гидравлическая система

Ниша шасси Boeing, передняя переборка. Компоненты гидравлической системы и системы управления полётом

На самолётах Boeing 737 имеется три гидравлические системы: A, B (основные) и Standby (резервная). На 737-100 и -200 система A работает от двух двигательных насосов, а система B — от двух электронасосов. Резервная система работает от аккумуляторной батареи и снабжает только предкрылки, руль направления и реверса. Большинство компонентов гидравлики расположены в нише шасси.
Гидравлическая система самолётов 737 Classic и 737NG сильно отличается от 737 Original. В ней перераспределены потребители энергии и на каждую из основных систем работают по одному двигательному и одному электрическому гидронасосу. В нормальном полёте электронасосы так же включены, в целях резервирования.

### Шасси
На самолёте Boeing 737 применена классическая схема трёхопорного шасси с передней рулевой стойкой. На каждой стойке шасси по два колеса. Основные стойки убираются в ниши шасси, расположенную в центроплане и не имеющую створок, таким образом колёса становятся аэродинамическими поверхностями. Этим минимализируется количество гидравлических компонентов системы шасси, но ухудшается аэродинамика.
В связи с применением на 737 Classic двигателей с большим радиусом стойки выполнены выше, чем на 737 Original, а также в различной степени усилены, в зависимости от взлётной массы различных типов (-300, -400 либо -500).
На самолётах 737 NG стойки шасси перепроектированы, выше, чем на 737 Classic и также усилены в зависимости от взлётной массы. С 2008 года на самолёты 737 NG появилась возможность устанавливать новые карбоновые тормоза, обладающие меньшей массой и большим ресурсом.

### Авионика

#### Original
На самолётах поколения 737 Original установлен аналоговый комплекс авионики с дублированием систем и электромеханической индикацией.

#### Classic

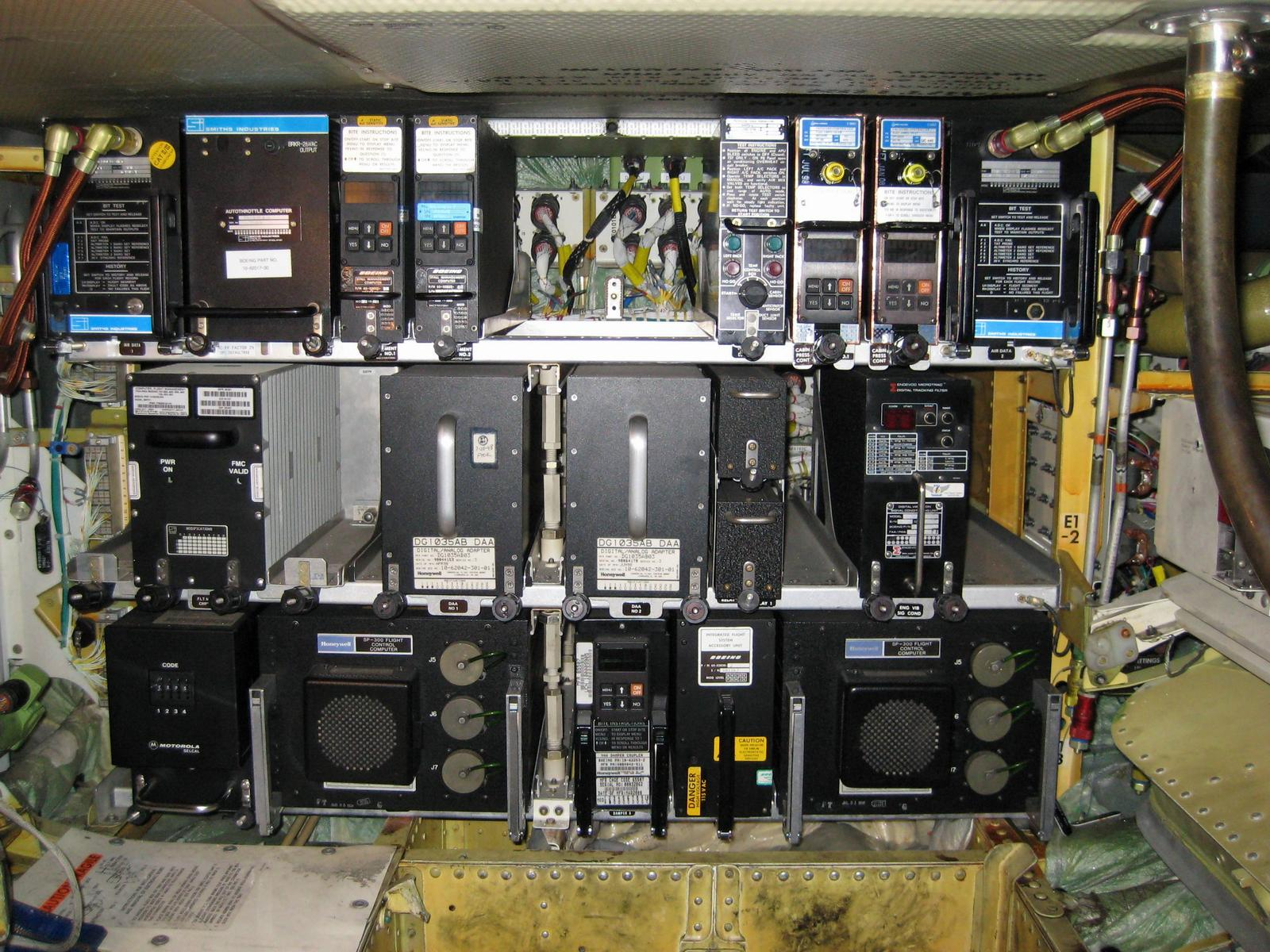
Отсек электрооборудования Boeing, этажерка Е1

Boeing 737-300 получил цифровой комплекс авионики Flight Management System (FMS), соответствующий стандартам ARINC. В целом, авионика аналогична самолётам Boeing 767-200/-300 и Boeing 757-200/-300, только упрощена и с меньшей степенью резервирования.
Flight Management System состоит из пяти основных систем:
- Инерциальная навигационная система Inertial Reference System (IRS), включающая два инерциальных блока Inertial Reference Unit (IRU) и коммутационное оборудование. Цифровая система воздушных сигналов Digital Air Data Computer (DADC), включающая два компьютера, также иногда включается документацией в состав IRS.
- Система электронной индикации Electronic Flight Instrument System (EFIS) производства Collins, включающая два генератора символов Symbol Generator (SG) и по два ЭЛТ-индикатора: комплексный пилотажный индикатор Electronic Attitude Director Indicator (EADI) и индикатор горизонтальной обстановки Electronic Horizontal Situtaion Indicator (EHSI), а также две панели управления индикацией и коммутационное оборудование.
- Система автоматического управления полётом Digital Flight Control System (DFCS). Эта система функционально делится на собственно систему автоматического управления Automatic Flight Control System (AFCS) и систему директорного управления Digital Flight Direcror System (DFDS) и имеет два канала Channel A и Channel B. В состав DFCS входят два компьютера управления полётом Flight Control Computer (FCC), панель управления режимами Mode Control Panel (MCP) и две пары гидравлических приводов автопилота (по два в продольном и боковом канале), воздействующих на входные штоки бустеров элеронов и рулей высоты, а также множество различных датчиков.
- Автомат тяги Autothrottle (A/T), имеющий свой компьютер либо включённый в состав FCC A и приводы, воздействующие на тросы проводки управления двигателями.
- Компьютерная система управления полётом Flight Management Computer System (FMCS), включающая компьютер Flight Management Computer (FMC) и два многофункциональных пульта управления Control and Display Unit (CDU). Эта система интегрирует весь комплекс FMS, является вычислительной системой самолётовождения, выполняет встроенный контроль и позволяет выполнять тесты вышеперечисленных систем Build-In Test Equipment (BITE). До 2012 года все самолёты 737 Classic должны быть дооборудованы вторым FMC в связи с переходом к выполнению полётов по GPS.

Панели приборов самолётов поколения 737 Classic, оборудованных EFIS, включают как электронные, так и стрелочные индикаторы. Дисплеи расположены перед пилотами в вертикали «Базовой Т»: EADI сверху, EHSI снизу. Первые самолёты 737-300 выпускались в варианте «Non-EFIS», имея электромеханические индикаторы вместо электронных. Для индикации работы силовой установки на центральной панели установлены два комбинированных индикатора Engine Instrument System (EIS): Primary и Secondary, в которых стрелочные приборы представлены в виде сегментных светодиодных указателей. Также есть варианты кабины, в которых индикация силовой установки представлена обычными стрелочными приборами — вариант «Non-EFIS».
Оборудование позволяет выполнять посадку в условиях метеоминимума ИКАО CAT IIIA.

#### Next Generation

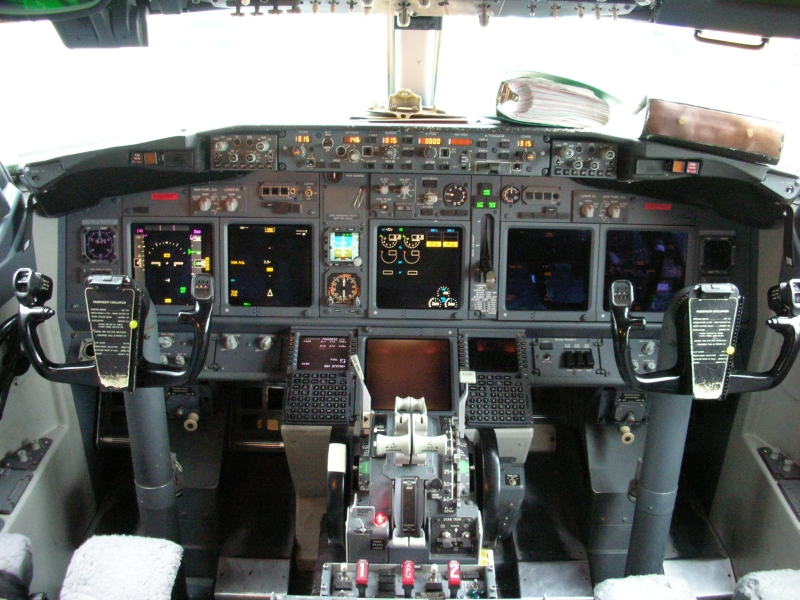
Кабина пилотов Boeing

Архитектура комплекса авионики самолёта 737 Next Generation в значительной степени аналогична 737 Classic. Основным отличием является применение комплекса индикации Common Display System (CDS) разработки фирмы Honeywell, аналогичному самолёту Boeing 777. В состав CDS входят два вычислителя Display Electronic Unit (DEU), шесть ЖК-индикаторов Display Unit (DU), две панели управления и коммутационное оборудование. Индикация может переноситься с одного дисплея на другой. Помимо основного назначения — создания индикации, CDS также является центральной интерфейсной системой. CDS также может быть дополнена коллиматорным индикатором (индикатором на лобовое стекло) — Head-Up Display (HUD).
Другим отличием является объединение инерциальной навигационной системы и системы воздушных сигналов в одну систему — Air Data and Inertial Reference System (ADIRS), состоящей из двух блоков Air Data and Inertial Reference Unit (ADIRU).
Самолёт сертифицирован для выполнения посадки в условиях метеоминимума ИКАО CAT IIIB.

### Вспомогательная силовая установка

ВСУ GTCP85-129 на самолёте Boeing

В качестве вспомогательной силовой установки выбрана ВСУ GTCP85-129 производства Garrett Systems (сейчас поглощена Honeywell), позже на самолёты 737 Classic появилась возможность устанавливать также ВСУ APS2000 производства Hamilton Sunstrand.
На самолёты семейства 737 NG устанавливается ВСУ GTCP131-9(B) производства фирмы AlliedSignal (впоследствии объединилась с Honeywell).

### Силовая установка

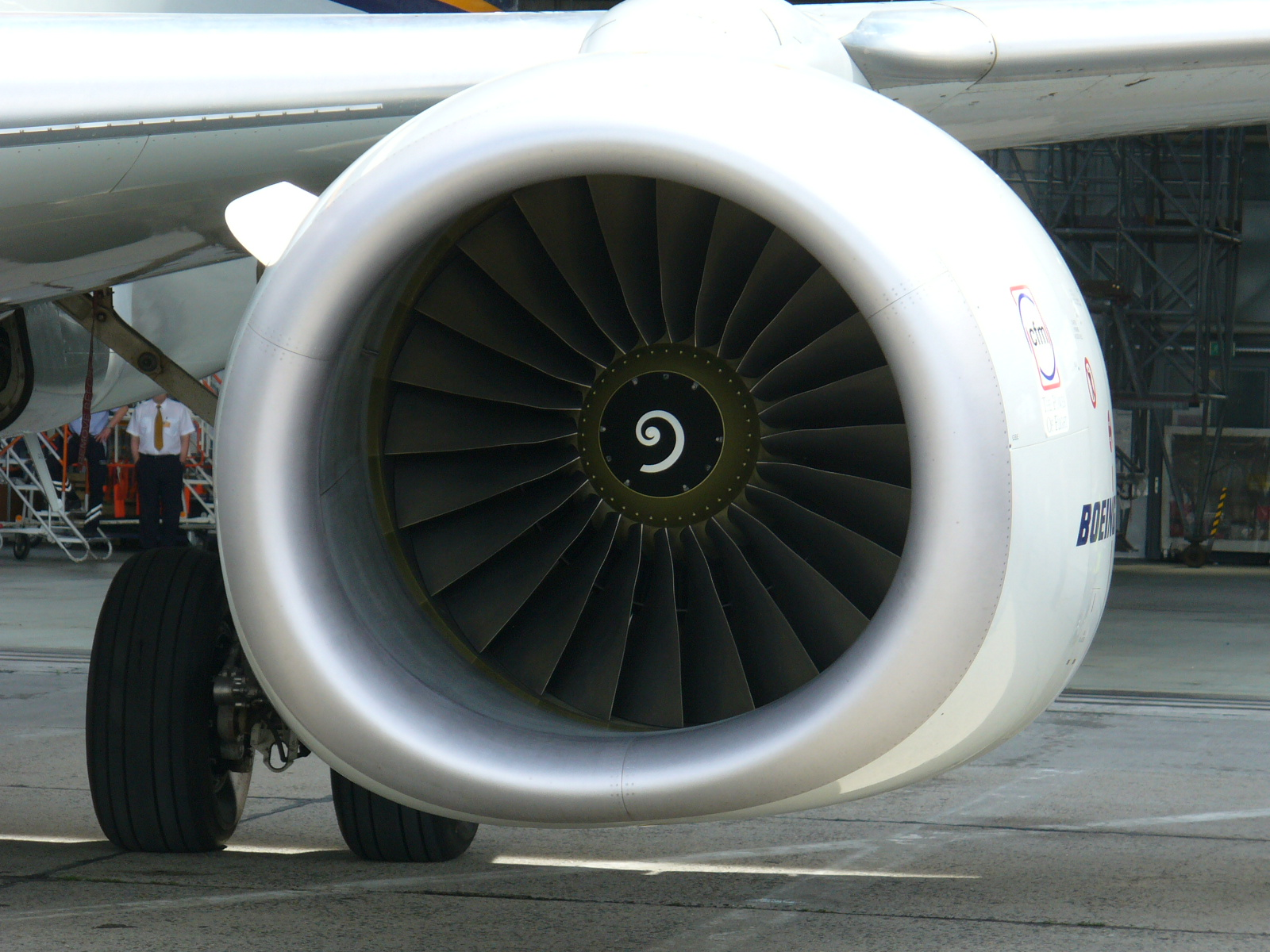
Авиадвигатель CFMI CFM56-7B

#### Original
В качестве силовой установки используются турбовентиляторные двигатели JT8D производства Pratt&Whitney.

#### Classic
В качестве силовой установки были выбраны двухконтурные турбовентиляторные двигатели серии CFM56-3 производства CFM International. Управление двигателем осуществляется традиционными тросовыми тягами, воздействующими на основной управляющий агрегат Main Engine Controller (MEC) и корректируется электронным блоком Power Management Controller (PMC).

#### Next Generation
В качестве силовой установки применяются ТРДД серии CFM56-7B производства CFM International. Этот двигатель обладает большей мощностью, чем CFM56-3. Одним из принципиальных отличий самолётов NG от Classic является применение электродистанционного управления двигателями (fly-by-wire). Все управление осуществляет компьютер Engine Control Computer (ECC), воздействуя на гидромеханический блок Hydromechanical Unit (HMU). Применённая система аналогична применённой на самолёте Airbus A320 системе FADEC. Отличие от Airbus A320 заключается в применении концепции активных рычагов управления двигателями (РУД): автомат тяги воздействует не на ECC непосредственно, а на РУДы, таким образом положение РУДов соответствует заданной тяге двигателей.

## Потери самолётов
По состоянию на 21 марта 2022 года в общей сложности в результате катастроф и серьёзных аварий были потеряны 219 самолётов Boeing 737, 122 из них семейства Original: 737-100 и -200 (производились с 1967 по 1988 годы). Boeing 737 пытались угнать 115 раз, при этом погибли 326 человек. Всего в этих происшествиях погибли 5585 человек.
Самый значительный инцидент с уничтожением пассажирского Boeing 737 случился 8 ноября 1983 года. Сразу после взлёта с аэродрома Лубанго в Анголе разбился Boeing 737 авиакомпании TAAG Angola Airlines. Боевики UNITA сами признались в уничтожении самолёта ракетой с земли. 4 члена экипажа и 126 пассажиров, все находившиеся на борту, погибли.
Самая крупная катастрофа в России с этим типом самолётов произошла в Перми 14 сентября 2008 года. Пассажирский самолёт Boeing 737-500 российской авиакомпании «Аэрофлот-Норд» (в настоящее время — «SmartAvia») упал в черте города, на железную дорогу. В результате этого происшествия погибли все, кто находился на борту (88 человек).
Крупнейшая по числу жертв катастрофа Boeing 737 произошла 29 октября 2018 года у Джакарты. Самолёт местной авиакомпании Lion Air упал в море вскоре после взлёта. Все 189 человек на борту погибли.
Ещё одна похожая катастрофа (самолёт упал через 6 минут после взлёта) произошла 10 марта 2019 года с 737 MAX 8 авиакомпании Ethiopian Airlines под Аддис-Абебой. Погибли все 157 человек, находившиеся на борту.

## Похожие самолёты

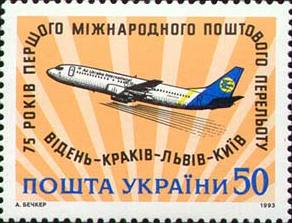
Боинг 737-400 на почтовой марке Украины, 1993 год

- Боинг 737-400 на почтовой марке Украины, 1993 годAirbus A320
- Boeing 757-200
- McDonnell Douglas MD-80
- Ту-154
- Ту-204
- МС-21 (Як-242)
- Bombardier CS300 (Airbus А220-300)
- Ту-204/214